# Aulo Furio Antias
Aulo Furio Antias (en latín: Aulus Furius Antias) fue un poeta romano de la Antigüedad que floreció alrededor del 100 a. C., nacido en Antium.

## Biografía
Furio Antias era amigo de Quinto Lutacio Cátulo, que fue cónsul romano en el 102 a. C. según está atestiguado por Cicerón en su obra Brutus. Le dedicó un libro sobre su consulado y sus acciones.

## Annales
Habría narrado en un poema épico, los Annales, ciertamente de estilo eniano, la guerra cimbria en donde había participado Lutacio, De él se conservan seis hexámetros transmitidos, entre otros, por Aulo Gelio, donde defiende su neologismo frente al crítico Caesellius Vindex.
No fue un poeta despreciable según lo atestiguado por Macrobio, quien en su Saturnalia cita algunos de sus versos que habrían servido como modelo para Virgilio.